# Pic Botev
Le pic Botev (en bulgare : Връх Ботев, Vrah Botev) est le point culminant de la chaîne montagneuse du Grand Balkan, mais il n'est pas le point culminant de la péninsule des Balkans ni de la Bulgarie, devancé par le mont Moussala du massif Rila.
Il est situé à proximité du centre géographique de la Bulgarie et fait partie du parc national du Balkan central.
Il s'appelait auparavant « pic Yumrukchal » (Юмрукчал en bulgare, provenant du vieux turc Yumrukçal), ce qui signifiait le « Pic en forme de poing ». En 1950, son nom a été officiellement changé en « pic Botev », en hommage au poète et révolutionnaire bulgare Hristo Botev.
Une station météorologique et un émetteur radio et télé (mis en service le 10 juillet 1966, il couvre 65 % du pays) sont installés à son sommet.
Les températures moyennes y sont de −8,9 °C en janvier et de 7,9 °C en juillet.